# ヴィジャイ・デーヴァラコンダ
ヴィジャイ・デーヴァラコンダ（Vijay Deverakonda、1989年5月9日 - ）は、インドのテルグ語映画で活動する俳優、映画プロデューサー。テルグ語映画で最も出演料が高額な俳優の一人であり、「フォーブス・セレブリティ100」に選出されたほか、フィルムフェア賞 南インド映画部門や南インド国際映画賞を受賞している。『Nuvvila』で俳優デビューし、『スブラマニヤムとは誰だ』で演技を高く評価され、『Pelli Choopulu』『Arjun Reddy』で人気俳優としての地位を確立した。その後は『伝説の女優 サーヴィトリ』『Geetha Govindam』『Taxiwaala』に出演して興行的な成功を収めている。

## 生い立ち
ハイデラバードで暮らすゴーヴァルダン・ラーオとマーダヴィの息子として生まれ、「デーヴァラコンダ・ヴィジャイ・サーイ（Deverakonda Vijay Sai）」と名付けられた。彼の生家はマブーブナガル県（現ナガルクルヌール県）のトゥンマンペタ村に出自を持ち、父のゴーヴァルダンはテレビドラマの監督として活動していたが、ヒット作に恵まれず業界を去っている。弟のアーナンド・デーヴァラコンダも兄と同様に俳優として活動している。
ヴィジャイ・デーヴァラコンダはプッタパルティのサティヤ・サイ高等学校で教育を受けた後、ハイデラバードのリトル・フラワー短期大学に進学し、その後はバドルカ商業芸術大学で商業の学位を取得した。

## キャリア

### 俳優

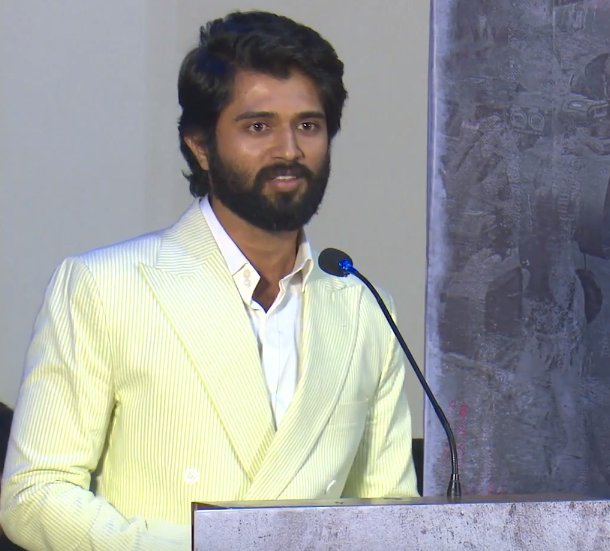
『NOTA』のプロモーション活動中のヴィジャイ・デーヴァラコンダ（2018年）

2011年にラヴィ・バーブの『Nuvvila』で俳優デビューし、2012年にはシェーカル・カンムラの『Life Is Beautiful』に出演した。その後はナーグ・アシュウィンの知己を得て、2015年にナーニと共に『スブラマニヤムとは誰だ』に出演している。
2016年にタルン・バースカルの『Pelli Choopulu』で主演デビューして興行的な成功を収め、フィルムフェア賞 テルグ語映画部門作品賞、国家映画賞 テルグ語長編映画賞を受賞するなど批評的にも成功を収めている。2017年は『Dwaraka』に出演し、続けて出演した『Arjun Reddy』は過激な描写が話題となり賛否両論の評価が寄せられたが、自己破壊的行動を持つアルコール依存症の外科医を演じたヴィジャイ・デーヴァラコンダの演技は高く評価され、フィルムフェア賞 テルグ語映画部門主演男優賞を受賞した。また、2019年には同作での演技が『フィルム・コンパニオン』の「過去10年間で最も素晴らしい演技ベスト100」にランクインしている。2018年は『Ye Mantram Vesave』に出演し、サーヴィトリの生涯を描いた『伝説の女優 サーヴィトリ』では主要キャストに起用された。また、ラシュミカー・マンダンナと共演した『Geetha Govindam』では世間知らずの大学教授役を演じ、彼のキャリアで最高額となる13億ルピーの興行収入を記録するヒット作となった。続けて出演したアーナンド・シャンカルの『NOTA』は興行的に失敗したものの、『Taxiwaala』では一定の成功を収めている。
2019年に映画製作会社キング・オブ・ザ・ヒル・エンターテインメントを設立した。同年は『Dear Comrade』でラシュミカー・マンダンナと共演し、その後はマーラヴィカ・モーハナンが出演する『Hero』の出演契約を結んだが、最終的に企画は立ち消えになっている。2020年には『World Famous Lover』でラーシー・カンナー、キャサリン・トレサ、アイシュワリヤー・ラージェーシュ、イザベル・レイテと共演した。2022年はプリ・ジャガンナードの『Liger』に出演したが批評家からは酷評され、2023年に出演した『Kushi』は混合的な評価が寄せられ、興行成績は平均的な結果に終わっている。2024年に出演した『The Family Star』は興行的に失敗し、『カルキ 2898-AD』ではアルジュナ役でカメオ出演している。

### 俳優以外の活動

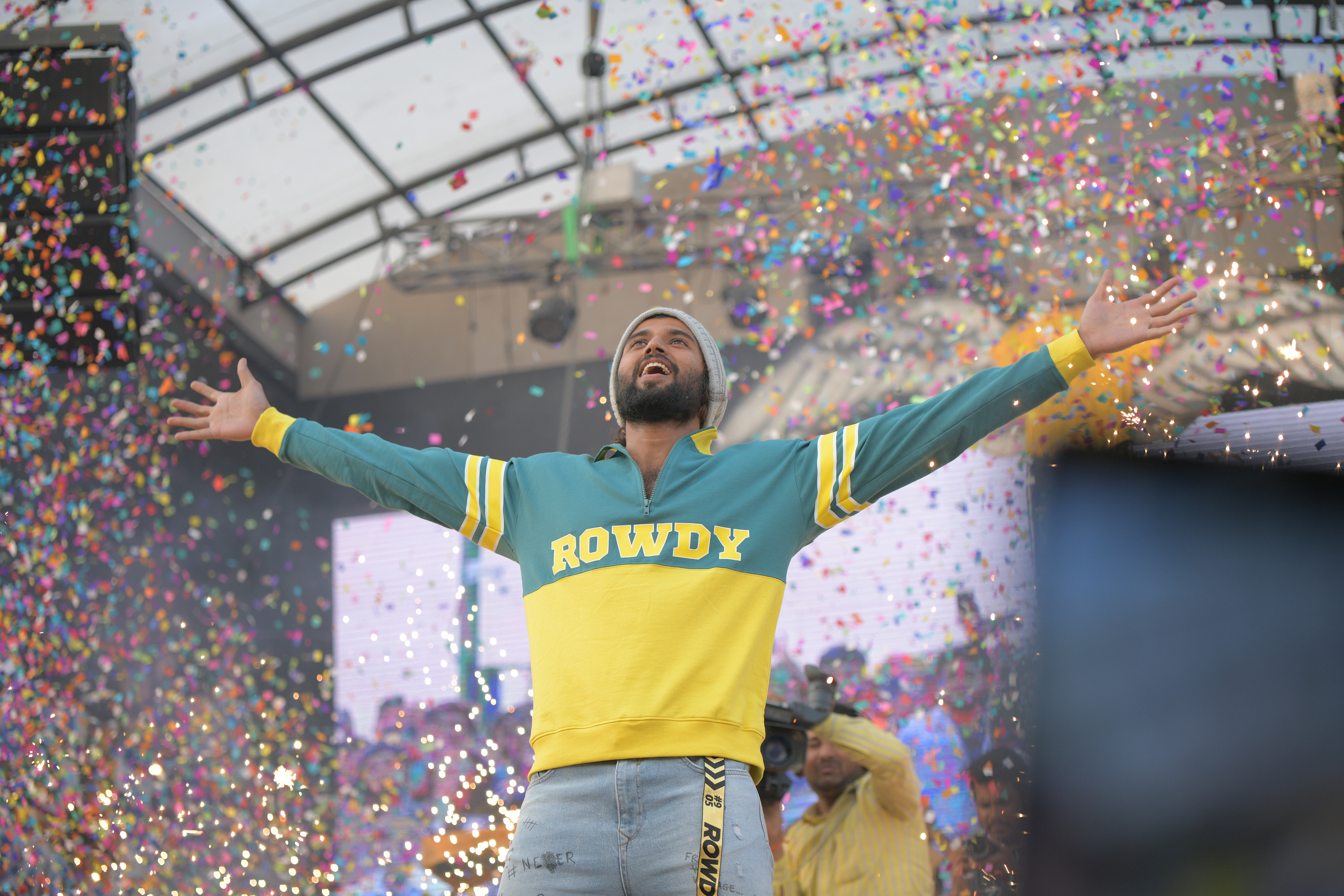
「Rowdy Wear」のイベントに出席するヴィジャイ・デーヴァラコンダ（2020年）

Zomatoのブランド大使を務めているほか、2018年10月15日にはファッションブランド「Rowdy Wear」を立ち上げた。2021年にはマブーブナガル県で初となるシネマコンプレックスを開業している。このほかにバレーボールチーム「ハイデラバード・ブラック・ホークス」の共同オーナーも務めている。
2019年プルワマ襲撃事件が発生した際には負傷者や遺族を支援するための救済基金に寄付をしている。同年4月にNGO団体デーヴァラコンダ財団を創設し、2020年には財団を通してヴァコ・インディアン・オープン国際キックボクシング選手権で優勝したガネーシュ・アンバリに2万4000ルピーを寄付した。COVID-19パンデミックの際には1万7000世帯の中産家庭に食料品や生活必需品を提供するために1700万ルピーを寄付し、同時に8500人がヴィジャイ・デーヴァラコンダの活動を支援するために1500万ルピーを財団に寄付している。この活動は2020年6月2日まで続けられた。

## フィルモグラフィー

### 映画
| 年   | 作品                    | 役名                                                                   | 備考                         | 出典   |
| ---- | ----------------------- | ---------------------------------------------------------------------- | ---------------------------- | ------ |
| 2011 | Nuvvila                 | ヴィシュヌ                                                             |                              | [ 53 ] |
| 2012 | Life Is Beautiful       | アジャイ                                                               |                              |        |
| 2015 | スブラマニヤムとは誰だ  | リシ                                                                   |                              |        |
| 2016 | Pelli Choopulu          | プラシャーント                                                         |                              |        |
| 2017 | Dwaraka                 | エッラ・シュリーヌ（シュリー・クリシュナナンダ・スワーミ）             |                              | [ 54 ] |
| 2017 | Arjun Reddy             | アルジュン・レッディ・デーシュムク医師                                 |                              | [ 55 ] |
| 2018 | Ye Mantram Vesave       | ニキル（ニッキー）                                                     | 2013に撮影され、2018年に公開 | [ 56 ] |
| 2018 | 伝説の女優 サーヴィトリ | ヴィジャイ・アントニー                                                 |                              | [ 57 ] |
| 2018 | Geetha Govindam         | ヴィジャイ・ゴーヴィンド                                               | 「What the Life」の歌手兼務  | [ 58 ] |
| 2018 | NOTA                    | ヴァルン・スブラマニアム                                               | タミル語映画                 | [ 59 ] |
| 2018 | Ee Nagaraniki Emaindhi  | 本人役                                                                 | カメオ出演                   | [ 60 ] |
| 2018 | Taxiwaala               | シヴァ・ラワーリ                                                       |                              |        |
| 2019 | Dear Comrade            | チャイタニヤ・クリシュナ（ボビー）                                     |                              | [ 61 ] |
| 2019 | Meeku Maathrame Cheptha | 本人役                                                                 | カメオ出演、製作兼務         | [ 62 ] |
| 2020 | World Famous Lover      | ガウタム / シーナッヤ・プラジャパット（シュリーヌ）                    |                              | [ 63 ] |
| 2021 | Jathi Ratnalu           | 青いシャツの男                                                         | カメオ出演                   | [ 64 ] |
| 2021 | Pushpaka Vimanam        | N/A                                                                    | 製作のみ                     | [ 65 ] |
| 2022 | Liger                   | ライオン・タイガー・バルラーム・アグルワール、サシュワト・アグルワール | テルグ語・ヒンディー語映画   | [ 32 ] |
| 2023 | Kushi                   | ヴィプラヴ                                                             |                              | [ 66 ] |
| 2024 | The Family Star         | ゴーヴァルダン                                                         |                              | [ 67 ] |
| 2024 | カルキ 2898-AD          | アルジュナ                                                             | カメオ出演                   | [ 68 ] |

### ミュージックビデオ
| 年   | 曲名     | 言語         | アーティスト           | 出典   |
| ---- | -------- | ------------ | ---------------------- | ------ |
| 2024 | "Sahiba" | ヒンディー語 | ジャスリーン・ロイヤル | [ 69 ] |

## 評価

### 人物評
ヴィジャイ・デーヴァラコンダは幼少期から家族に「乱暴者（Rowdy）」と呼ばれ、これを自身のアイデンティティと考えており、ファンを「Rowdies」と呼んでいるほか、立ち上げたファッションブランドの名称「Rowdy Wear」の由来にもなっている。また、率直で物怖じしない言動をとることでも知られており、その言動によって多くの人気と批判を集めている。
2018年に『フォーブス・インディア』の「セレブリティ100」で第72位に選出され、『ザ・タイムズ・オブ・インディア』の「最も魅力的な男性」では第4位（2018年）、第3位（2019年）、第2位（2020年）にランクインしている。また、2019年には「フォーブス30アンダー30」の一人に選出されたほか、同年にGoogleで最も検索された南インド俳優となった。

### 受賞歴
| 年                                | 部門                              | 作品                              | 結果                              | 出典                              |
| フィルムフェア賞 南インド映画部門 | フィルムフェア賞 南インド映画部門 | フィルムフェア賞 南インド映画部門 | フィルムフェア賞 南インド映画部門 | フィルムフェア賞 南インド映画部門 |
| --------------------------------- | --------------------------------- | --------------------------------- | --------------------------------- | --------------------------------- |
| 2018年                            | テルグ語映画部門主演男優賞        | 『Arjun Reddy』                   | 受賞                              | [ 82 ]                            |
| 2019年                            | テルグ語映画部門主演男優賞        | 『Geetha Govindam』               | ノミネート                        | [ 83 ]                            |
| 南インド国際映画賞                |                                   |                                   |                                   |                                   |
| 2016年                            | テルグ語映画部門新人男優賞        | 『スブラマニヤムとは誰だ』        | ノミネート                        | [ 84 ]                            |
| 2018年                            | テルグ語映画部門主演男優賞        | 『Arjun Reddy』                   | ノミネート                        | [ 85 ]                            |
| 2019年                            | テルグ語映画部門審査員選出男優賞  | 『Geetha Govindam』               | 受賞                              | [ 86 ] [ 87 ]                     |
| 2019年                            | テルグ語映画部門主演男優賞        | 『Geetha Govindam』               | ノミネート                        | [ 86 ] [ 87 ]                     |
| 2022年                            | 南インド若手男優賞                | N/A                               | 受賞                              | [ 88 ]                            |
| IIFAウトサヴァム                  |                                   |                                   |                                   |                                   |
| 2017年                            | テルグ語映画部門主演男優賞        | 『Pelli Choopulu』                | ノミネート                        | [ 89 ]                            |
| 2024年                            | テルグ語映画部門主演男優賞        | 『Kushi』                         | ノミネート                        | [ 90 ]                            |
| テランガーナ・ガッダル映画賞      |                                   |                                   |                                   |                                   |
| 2025年                            | カンタ・ラーオ賞                  | N/A                               | 受賞                              | [ 91 ]                            |
| ナンディ賞                        |                                   |                                   |                                   |                                   |
| 2015年                            | 審査員特別賞                      | 『スブラマニヤムとは誰だ』        | 受賞                              | [ 92 ]                            |
| ジー・シネ・アワード・テルグ      |                                   |                                   |                                   |                                   |
| 2017年                            | 主演男優賞                        | 『Arjun Reddy』                   | 受賞                              | [ 93 ]                            |
| 2019年                            | フェイバリット男優賞              | 『Geetha Govindam』               | 受賞                              | [ 94 ]                            |